# Revue d'histoire de l'enfance « irrégulière »
La Revue d'histoire de l'enfance « irrégulière » (RHEI) est consacrée au champ de l’enfance et de la jeunesse marginales ou marginalisées. 
Elle a été fondée en 1998 sous le titre Le Temps de l'histoire,.
Son contenu, qui s’intéresse également à l’enfant victime, à la prostitution des mineurs, à l’orphelin, au vagabond, ainsi qu’aux politiques législatives et institutionnelles, et aux pratiques pédagogiques mises en œuvre en France et hors de France, résulte d'une collaboration entre le Centre national de formation et d’études de la protection judiciaire de la jeunesse (CNFE-PJJ) et l’Association pour l’histoire de l’éducation surveillée et de la protection judiciaire des mineurs.
Cette publication est disponible en texte intégral sur le portail OpenEdition Journals ; elle est propulsée par le  CMS libre Lodel. 